# Pota G

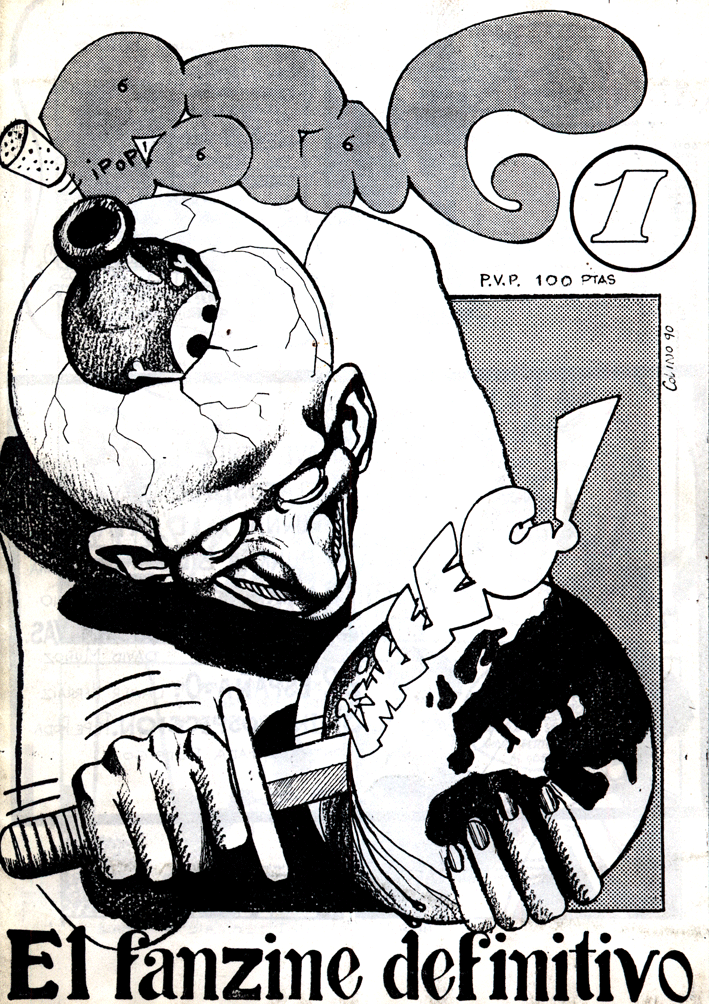
Fanzine POTAG Nº1, 1990 Facultad de BBAA de la UCM, portada de María Colino.

Pota G fue un fanzine de historietas español fundado en la cafetería de la facultad de Bellas Artes de Madrid en 1990 por Javier Herráiz (Raíz), Alberto de Hoyos y Philippe de la Fuente.
Se editaron cuatro números que se distribuyeron y pusieron a la venta en algunos bares de Madrid y en tiendas especializadas, como Madrid Cómics o Electra Cómics, entre 1990 y 1991.
Supuso el inicio de la trayectoria profesional de varios dibujantes de historieta como María Colino, Philippe de la Fuente, Francisco Bueno Capeáns, Javier Herráiz (Raíz); ilustradores como Albertoyos, Pepe Medina o Esteban; también críticos y guionistas de cine como David Muñoz Pantiga; animadores como Alfonso Segovia Otero, David Bermejo o Rodrigo Cubillo; y pintores como Pablo España.
Fue, también,  predecesor y precursor del fanzine Paté de Marrano.
Con motivo de la exposición Bellas Viñetas, con originales de las historietas del Pota G, se grabó un cortometraje en vídeo con entrevistas a los autores.

## Enlaces externos

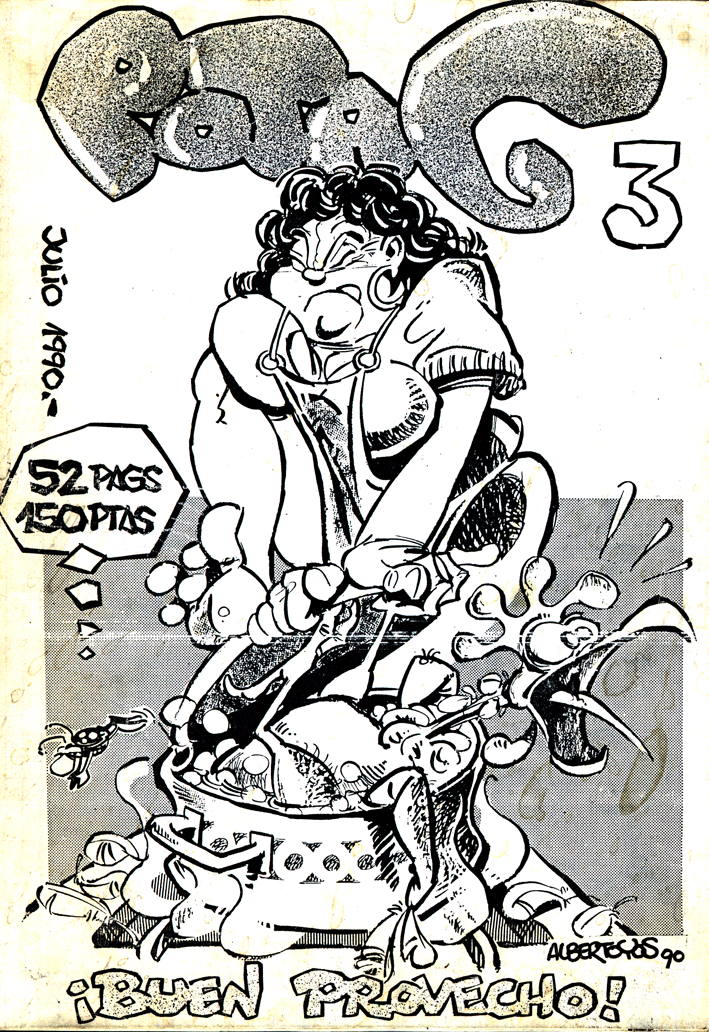
POTAG nº3 Portada de Albertoyos, publicado a fotocopias en el entorno de la Facultad de BBAA de la UCM, 1990